# Стебницька Магура
Стебни́цька Магура (словац. Stebnícka Magura) — вершина, яка належить до словацької частини Низьких Бескид. Розташована в окрузі Бардіїв (словац. okres Bardejov) Пряшівського краю. Найвища точка Ондавської Врховини (словац. Ondavská vrchovina). Висота — 899,9 м.
Гору видно з багатьох частин Низьких Бескид. На горі розташовано 80-метрову радіо-телевізійну вежу. 1964 року на східній і північній частині гори було започатковано «державний природний заповідник Магура» (словац. NPR Stebnícka Magura).